# Levan Pantsulaia
Levan Pantsulaia (Tbilisi, 26 febbraio 1986) è uno scacchista georgiano.
Ottenne il suo primo importante successo nel 2002, vincendo a Candia in Grecia il Campionato del mondo giovanile U16.
Nel 2005 partecipò alla Coppa del Mondo di Chanty-Mansijsk, superando nel primo turno Vadim Milov e nel secondo Surya Shekhar Ganguly; nel terzo turno venne però battuto negli spareggi rapid da Boris Gelfand. Nello stesso anno ottenne il titolo di Grande maestro.
In aprile-maggio 2007 ha vinto il fortissimo open di Dubai.
Nel 2008 ha vinto a Tbilisi il 67º Campionato della Georgia, successo che ha ripetuto nel 2015, 2021 e 2022.
Ha raggiunto il rating FIDE più alto in gennaio 2008, con 2629 punti Elo.